# Eleccions al Parlament de Navarra de 1999
Les Eleccions al Parlament de Navarra de 1999 se celebraren el 13 de juny. Amb un cens de 461.729 electors, els votants foren 305.880 (65,25%) i 155.849 les abstencions (36,75%). Fou elegit president Miguel Sanz Sesma (UPN) com a cap de la llista més votada, gràcies a un acord amb CDN. Per la seva banda, Euskal Herritarrok es presentà amb Batzarre i altres llistes nacionalistes menors.
- Els resultats foren:

| ← Eleccions al Parlament de Navarra, 1999 → |         |       |        |
| Partit                                      | Vots    | %     | Escons |
| UPN                                         | 125.497 | 41,37 | 22     |
| PSN-PSOE                                    | 61.531  | 20,28 | 11     |
| Euskal Herritarrok                          | 47.271  | 15,58 | 8      |
| IU-EBN                                      | 20.879  | 6,88  | 3      |
| CDN                                         | 20.821  | 6,86  | 3      |
| EA-EAJ-PNB                                  | 16.512  | 5,44  | 3      |
| Independents de Navarra                     | 2.835   | 0,93  |        |
| EKA                                         | 869     | 0,29  |        |

A part, es comptabilitzaren 7.126 (1,55%) vots en blanc.